# Casalecchio di Reno
Casalecchio di Reno (en boloñés: Casalàć) es un municipio de la Ciudad metropolitana de Bolonia.

## Evolución demográfica

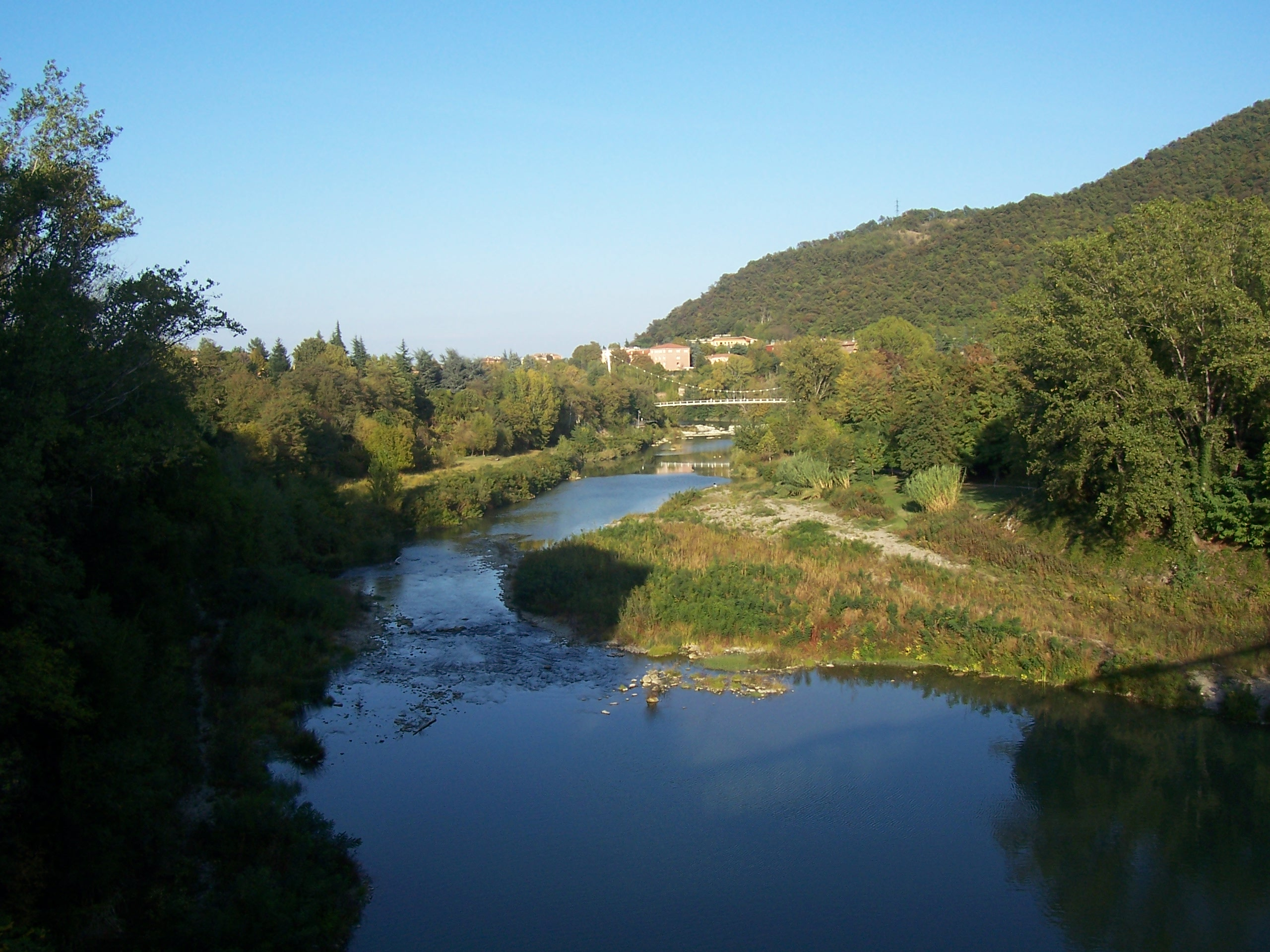
Rio Reno a su paso por Casalecchio.

| Gráfica de evolución demográfica de Casalecchio di Reno entre 1861 y 2001 |
|                                                                           |
| Fuente ISTAT - elaboración gráfica de Wikipedia                           |

## Ciudades hermanadas
- Romainville, Francia
- Pápa, Hungría
- Trenčín, Eslovaquia